# Krak
Krak (cunoscut și ca Krakus sau Gracchus) este un conducător polonez legendar, fondatorul Cracoviei. Se presupune că el a domnit în anii secolelor al VI-lea–al VII-lea.
Conform lui Wincenty Kadłubek, dovezile căruia sunt cele mai vechi, Krak a fost unul dintre conducătorii polonezi, luptându-se cu galii în Panonia sau  Carintia (cronicarul nu indică direct locul), după care a fost ales domn, și a pus baza organizării statului polonez.

## Legende
Întorcându-se pe pământul polonez, Krak a fost proclamat domn. El a avut doi fii, Krak II și Lech II, și o fiică. Fiii lui l-au omorât pe strașnicul dragon Wawel (poloneză Smok Wawelski), iar Lech II, din invidie, și-a ucis fratele. O altă legendă relatează că Krak a ucis singur acest dragon. Fiica sa se numea Wanda, fiind eroina altor legende.
Legenda despre Krak este asemănătoare cu legenda cehă despre Krok, motivul luptei cu dragonul a fost probabil împrumutat din legenda despre Sfântul Gheorghe. Cu toate că legenda despre Krak este socotită o legendă poloneză veche, conține urmele unor evenimente din sec. VII și VIII. După moartea lui Krak, deasupra lui, s-a format o movilă înaltă (Movila lui Krak), unde, conform legendei, a fost îngropat el. Locuitorii Cracoviei ducea pământul pe acea movilă în mâini, după care a apărut sărbătoarea Rękawka, movila fiind denumită Cracovia.
Figural lui Krak reapare în secolul XX, dar numai în lucrprile lui Stanisław Pagaczewski.
Krak este uneori numit Victorious (poloneză Smokobójcą).

## Din Cronicile lui Wincenty Kadłubek
Kadłubek își începe legendele despre Krak cu evenimentele după războiul cu romanii, în care, se menționează că polonezii l-au ales pe Krak conducător. După aceea, Kadłubek relatează evenimentele pe scurt, acestea având legătură cu un alt trib, galii. Aceștia au început să se mute în Panonia, ceea ce a dus la un război cu strămoșii polonezilor, deoarece pe acele pământuri, în evul mediu, locuiau slavii. Această situație arată primele tendințe centrifuge, amenințarea de prăbușire a statului și împărțirea în triburi. Pentru a evita prăbușirea statului, Krak, întorcându-se dintr-o călătorie din Carintia, a invocat consiliului general, care a primit sprijinul poporului. Kadłubek i-a atribuit următoarele cuvinte: „Cum e lumea fără soare, așa e și țara fără rege”.